# 红色高达
《红色高达》（日语：赤いガンダム）是日本动画连续剧《机动战士高达 GQuuuuuuX》的第一集。作为日本动画工作室日升与凯乐的首次合作作品，本集于2025年4月9日在日本电视台首播。在这一集中，讲述了虚构纪元宇宙世紀中，身为殖民卫星内一名高中生的主角天手让叶意外卷入走私客尼娅安的交易中，而此时的吉翁公国军正追寻一架神秘红色机动战士——红色高达到达殖民卫星。在当地军警机动战士介入的情况下，天手让叶意外发现并坐进了吉翁公国军机动战士GQuuuuuuX内。结果她成功激活了GQuuuuuuX并联手红色高达击退了军警的机动战士。
本集由鹤卷和哉担任导演，榎户洋司负责编剧。星街彗星在电影先行版《机动战士高达：跨时之战》中演唱的插曲《怎样都无所谓了》（もうどうなってもいいや）在本集成为片尾曲，而配合片尾曲播放的片尾动画则由谷田部透湖负责。
本集内容已经在2025年1月17日公映的电影先行版《机动战士高达：跨时之战》中有所呈现。国际媒体评价呈两极分化，既有But Why Tho?满分盛赞“完美开篇”、福布斯肯定叙事优化，也有Decider的评论指出“术语过多门槛高”、漫画书资源网批评“节奏过快角色冗杂”，整体认可制作惊艳却对叙事深度存疑；争议焦点集中于传统高达元素与现代生活细节的违和感，如森川让次吐槽“宇宙世纪出现手机和检票口”，高千穗遥则认为“未来感应基于熟悉设计”，最终在怀旧重构与创新突破的碰撞中实现多数媒体7分以上的中庸评价。

## 剧情
夏里亚·布尔中校率领吉翁公国军特遣部队，追踪神秘重现的红色高达抵达六号殖民卫星群。而在六号殖民卫星群，学生天手让叶意外卷入走私客尼娅安的事件，捡到了尼娅安掉落的机动战士非法装置。之后跟随尼娅安去运送这件非法走私的装置，从而接触到地下废品公司组织的波美拉尼亚军团战队。期间，夏里亚派出由泽维尔·奥利维少尉驾驶的GQuuuuuuX试图捕获红色高达。两架高达在殖民卫星内部交战，引发当地军警的机动战士扎古介入并造成严重破坏，但泽维尔却因无法启动GQuuuuuuX的试验型欧米茄精神感应系统而被迫弃机。天手让叶因目睹军警的扎古滥用武力践踏太空居民的生活地后，强行钻进了废品公司的扎古中。在与军警的扎古对峙之中，觉察到废品公司扎古力不从心的天手让叶发现了躲在地下的GQuuuuuuX并果断坐了进去。其接触机体时欧米伽精神感应系统竟被激活，使GQuuuuuX露出高达的面部。之后GQuuuuuuX成功瘫痪了军警的机动战士，而红色高达则趁乱逃脱。

## 制作
本剧作为机动战士高达系列的第16部长篇动画连续剧，由高达系列的缔造者之一万代南梦宫影像（前身为日升工作室）与富有存在主义色彩的凯乐工作室合作制作。本集由鹤卷和哉执导，榎户洋司负责编剧，山下育人担任机械设计，许多曾参与过最新的《新世纪福音战士》系列电影制作的工作人员加入到了本剧的制作中。负责角色设计的竹使剧中每个角色都有着独特的鲜艳色彩，如主角天手让叶的红色头发，以及与其成鲜明对比的尼娅安的深紫色头发，而夏里亚·布尔则拥有十分具有辨识度的灰绿色头发。本剧的背景音乐由照井顺政和莲尾理之创作，在本集中就完整出现了照井顺政的《太空殖民地的女孩（I_006A）》（コロニーの彼女（I_006A））以及米津玄师的歌曲《Plazma》，两支曲子被巧妙地融入到角色对话较少、动作较多的情节中。本集播出前不久，庵野秀明在X平台上表示“从‘鹤卷高达’（GQuuuuuuX）企划启动至今已过去近7年。终于迎来了播放和上线，真的太棒了。”此外，庵野也对由曾担任《福音战士新剧场版：终》的副导演的谷田部透湖所负责的片尾动画称赞有加。他还透露由本剧导演鹤卷和哉亲自绘制分镜的开场动画即将在下一集登场。

## 解说
对于没有观看过电影的观众来说，本集包含了许多令人震惊的内容，其中有不少元素暗示了与《机动战士高达》世界观的联系。比如在与白色基地极为相似的战舰里出现了吉翁公国的新人类夏里亚·布尔，而角色对话中反复出现的“基西莉亚”、“马·克贝”等名字，也揭示了在本作世界中联邦军战败，吉翁公国成为了战胜国。本集所有内容都在之前上映的电影《机动战士高达：跨时之战》中被涵盖，但新增的片尾字幕动画成为新增的内容。本集中夏里亚·布尔在夏亚·阿兹纳布尔失踪多年后仍旧不曾放弃搜寻，并在对话中表示两人更确切地说是“搭档关系”。尽管两人曾在之前的战争中合作发明了一种机动战士作战方式——“搭档战术”，但在媒体采访中，编剧榎户洋司表示“搭档”这个词尽管本是军事术语，但也同样适用于形容朋友或恋人之间的羁绊。

### 对以往作品的致敬
剧中，从事非法快递工作的尼娅安使用的“您好，请问您在赶时间吗？”（こんにちは、おいそぎですか）这句“暗号”，与《机动战士高达》第27集里吉翁间谍米哈尔·拉托奇在联络时使用的暗号相同。安装在机动战士上的装置与《机动战士高达》第33集中联邦军RX-78高达的开发者提姆·雷设计的箱型装置相似。主人公天手让叶在GQuuuuuuX中听到的“啦，啦……”的声音，与《机动战士高达》里阿姆罗·雷感知到新人类拉拉·辛的存在时听到的声音极为相似。而天手让叶在本集中听到“啦，啦……”的声音后，被“闪闪亮”的神秘光芒笼罩时所处的空间，也让人联想到《机动战士高达》第39集到第41集里战斗中的阿姆罗与拉拉·辛通过新人类能力进行对话时的神秘空间。Real Sound的あさみ提到本集开篇描绘的交通管制的标识以及主人公在电车上开始陷入麻烦的场景充满了动画《新世纪福音战士》第一集中相同的庵野秀明风格元素。

## 宣传和播映
2025年2月22日，Gundam.Info证实本剧将于日本标准时间4月8日24:29在30家日本电视台附属频道正式首播。23日，制作方确认此前作为剧场先行版《机动战士高达：跨时之战》的主题曲——米津玄师的《Plazma》也将是本剧的主题曲。
3月23日，万代南梦宫影业在活动AnimeJapan发布了本剧的宣传预告短片《TV Series Promotion Reel》，其中包括了电影《机动战士高达：跨时之战》中的部分片段剪辑，以及主角们离开机动战士后的部分日常生活场景。在这段视频中，天手让叶（玛秋）喊着“我想去地球！一定要去！”而尼娅安、修司等角色也一一出场，其中还出现了尚未公布详细信息的神秘机动战士和角色等。在整个短片里，天手让叶展现了从兴奋到消沉的多种情绪反应，期间包含身着泳装在泳池边休憩的场景，表现出她情感丰富且变化多样，既容易兴奋，也容易生气的个性。尼娅安作为一名战争孤儿，以的动漫典型的夸张动作吃着拉面，并显示出对金钱与食物的极度渴望。而神秘的怪人修司则汗流浃背地躺在地上。这段预告以米津玄师的《Plazma》为背景音乐，突出了以及即将到来的机动战士间的战斗。这支短片同步也在动画的官方X上公开。此外，这段短片中还能看到疑似RGM-79 GM的机体登场。活动现场的舞台上，官方公布本剧一共12集，这一消息引发了爱好者们的热烈讨论。
在同一天，制作方公开了本剧的关键视觉图。这张视觉图十分具有时尚风格，展现了主人公天手让叶、为她提供支持的AI机器人哈啰以及新型机动战士吉夸克斯。此外，正在热映的剧场先行版《机动战士高达：跨时之战》中出现的由星街彗星演唱的插曲《怎样都无所谓了》被确定成为本剧的片尾曲。
为了宣传本剧，3月29日制作方在纽约时代广场巨大屏幕上同时播放着本剧的影像。在活动当天正巧到纽约进行巡演的米津玄师，也在其官方X账号上分享了当时的情景，并发文称“看到高达啦”。
4月9日，制作方在YouTube公开了本集片尾曲《怎样都无所谓了》的无字幕版音乐视频，同时宣布该曲的完整音源将于4月10日开始配信。这段音乐视频的封面艺术图选取了电视系列片尾曲影像中，故事角色玛秋和尼娅安配合乐曲，轻声说出“反正，怎样都好啦”的场景。

### 电台播映与流媒体上架
以往高达系列动画曾在朝日电视台系、富士电视台系、MBS、TBS系、东京电视台系等主要地面民营电视台播出过。但本剧确是首次在日本电视台播出的高达系列动画。此外，还将在4月9日凌晨1点起在Prime Video上开播，亚马逊Prime会员无需额外付费即可观看。而BS11电视台则会在4月12日单独播放本集，只是因为受到《BS11软式棒球转播JD联赛2025》特别节目编排的影响，本集的开播调整到晚上21点开始。在关东地区播出时还会在开头插入速报字幕。
4月2日时，日本电视台公布了节目编排，原定于4月8日24点29分开始播出的《机动战士高达 GQuuuuuuX》第一话，将与综艺节目《上田与女子深夜深度畅聊》共用时段，显示的节目安排为《上田与女子深夜深度畅聊【独自育儿】＆机动战士高达 GQuuuuuuX》（上田と女DEEP【ワンオペ育児】＆機動戦士Gundam GQuuuuuuX）。日本电视台内容战略本部内容业务局次长兼演播中心负责人佐藤贵博表示该台为本剧特意调整了原本播放电视剧的DRAMA DEEP的档期，也与各网络电视台达成共识，实现了全国联网播出，并希望这部作品能成为社会现象级的热门之作。4月4日ABEMA宣布，将从4月13日起，每周日22点在“ABEMA动漫频道”和“高达特辑”免费播出。而ABEMA PREMIUM会员则可以在11日起每周五晚间22点提前观看本剧。4月13日晚上22点起，本集也会在Lemino平台进行带广告的免费播出。而Netflix、U-NEXT、Hulu、Disney+等其他平台则从4月11日22时起上架本集动画。4月11日，NTT DOCOMO旗下的动画商店配信服务“d动画商城”宣布将在当天晚上22点开始上架本集。

## 评价与反响

### 播出前
尽管本集的播出时间是周二深夜，但仍备受关注，甚至独占了X平台的热门趋势。但因为在日本电视台电子节目表（EPG）上的播出时间段采用了“与综艺节目合体”这一罕见形式而在观众和粉丝群体中引发了热议。起初外界认为这一安排仅是针对本集，但直到查看了第二集的播出信息才发现依然显示为《上田与女子深夜深度畅聊【自律神经紊乱】／机动战士（以下略）》（上田と女DEEP【自律神経の乱れ】／機動戦士（以下略）），由此被认为这似乎是本剧的常规播映安排。但这一安排引发观众尤其是爱好者的疑问，有人表示不明白这样安排的意图，社交平台上甚至出现了提醒录像观看的观众要注意的提示。而由于制作方以及电视台都没有为这种安排做出解释，所以有声音猜测是为了“吸引更广泛的观众群体”。但对于无论是综艺节目的观众还是首次观看本剧的观众都有“突然开始播放完全不同类型的作品”的疑惑感。也有人提出“日本电视台真的重视动画吗？”之类的质疑，甚至产生“为什么这样安排”的疑惑。另外也有猜测认为之所以有此安排是处于电视台广告费用的考量，因为这个播出时间段是日本电视台的“黄金时段”，除了便于吸引观众外，这个时段也被称为“特B时段”，相比于24点（0点）之后的“B时段”、“C时段”，广告费用更高，将热门动画安排在这样一个时间段推测能实现广告收入的最大化。由于电视台的节目表上没有单独列出本集的播放安排，网友纷纷在X平台上留言表示批评，有人表示“这安排也太烂了”，还有人表示只能去看网络配信了。然而日本电视台内容战略本部内容业务局次长兼演播中心负责人佐藤贵博表示该台为本剧特意调整了原本播放电视剧的DRAMA DEEP的档期，也与各网络电视台达成共识，实现了全国联网播出，并希望这部作品能成为社会现象级的热门之作。

### 播出后
以《第一神拳》等作品为人熟知的漫画家森川让次在自己的X账号上分享他看过本集以后的感想，表示“违和感好强烈”、“出现的手机、检票口，感觉完全就是我们现在生活的时代。可这明明是宇宙世纪的故事啊”。截止日本時間4月16日上午这条推文得到了超过225万的浏览量，很多网友在推文的评论区留言讨论。之后森川回应网友的讨论表示，自己并不是发文表示对动画的挑刺，而是觉得制作方一定是刻意设计成如此。而作为Studio Nue主办人的科幻作家高千穗遥则回应能理解这种违和感，并表示实际上对当下的服装和科技适当的加以改变就能表现出未来感，而作品再怎么描绘未来都赶不上时间的走向，所以不用太刻意超前，而是该瞄准观众们熟悉的设计。
在Anime News Network上，本集的社区评分为4.2。But Why Tho?的里奇·哈里珀萨德（Ridge Harripersad）表示本集凭借精彩动作战斗、鲜明角色设计、出色音乐、深刻社会议题展现，以及主角间的默契互动，堪称完美的剧集开篇，评分为10分（总分10分）。漫画书资源网的杰洛·德洛斯·特里诺斯（Angelo Delos Trinos）评价本集虽存在剧情老套、节奏过快和角色过多等问题，但通过引入有趣的新角色、构建充满悬念的战后世界、展现新颖的动画风格，在继承系列核心元素的同时融入现代视角，成功吸引新老粉丝。Game Rant的塞巴斯蒂安·奥西奥（Sebastián Osío）认为本集编剧和导演融合了《高达》与《新世纪福音战士》的特点，虽然对新观众不太友好，但熟悉宇宙世纪的观众能获得新鲜体验。Decider.com的麦迪·卡萨莱（Maddy Casale）认为本集凭借惊艳的视觉效果、出色的配音和富有潜力的角色故事展现出独特魅力，但因专业术语多、背景设定复杂导致理解门槛较高，更适合系列粉丝及喜爱高质量动画且能接受观剧困惑的观众，但最终还是值得一看。Hollywoodinsider.com的马里奥·马丁内斯·伊格纳西奥（Mario Martinez Ignacio）认为本集通过聚焦主角经历展现战争影响，凭借惊艳的视觉效果、动人配乐以及对不同动画形式的融合，体现了合作与创意，引发观众对故事和艺术表达的深度思考。福布斯的奥利·巴德尔（Ollie Barder）表示相比电影，本集的开局明智地从较晚时间线展开当下故事，叙事更合理也更值得期待。inbetweendrafts的艾莉森·约翰逊（Allyson Johnson）认为本集虽对不熟悉高达系列的观众不太友好，存在因动画效果和术语导致理解困难、部分剧情生硬衔接不流畅的问题，但它凭借优秀的制作团队呈现出精美画面、独特色彩运用和充满活力的风格，场景刻画细腻，角色和配乐出色，整体而言还是值得观看的，因此给予评分为8分（满分10分）。Lost in Anime的Guardian Enzo认为本集内容无趣，充满商业算计，过度依赖百合等噱头，显得空洞且缺乏诚意，不过因较高的制作预算和机甲题材特色仍受关注，期待后续能展现一些真诚有内涵的内容。
在本剧第4集播出后，动画制作方就电子节目表（EPG）中本剧的节目显示问题所引发的混乱，在官方网站上正式发文致歉。制作方表示有鉴于大量观众反馈节目标题显示不正确，引发观众录像不便等问题，是因节目与EPG规格的限制，才出现显示异常。但也引发观众对电视台方面处理方式的不满。

## 脚注